# انا ویلسون (بسکتبال)
انا ویلسون (انگلیسی: Anna Wilson؛ زادهٔ ۱۲ ژوئیهٔ ۱۹۹۷) بازیکن بسکتبال اهل ایالات متحده آمریکا است.
وی در مسابقات کشوری و بین‌المللی در مجموع برندهٔ ۱ مدال طلا شده‌است.